# Kyle Field
O Kyle Field é um estádio localizado em College Station, Texas, Estados Unidos, possui capacidade total para 102.733 pessoas, é a casa do time de futebol americano universitário Texas A&M Aggies da Texas A&M University. O estádio foi inaugurado em 1927 com capacidade para 32.890 pessoas, passou por ampliações ao longo da sua história, atualmente é o quarto maior estádio do país.